# Loud 'n' Proud
Loud 'n' Proud je čtvrté studiové album skotské rockové skupiny Nazareth. Album vyšlo v listopadu 1973 pod značkou Mooncrest Records (ve Spojeném království), A&M Records (v USA). Jedná se o jejich druhé album, vydané v tomto roce (první bylo Razamanaz). Producentem alba byl opět Roger Glover ze skupiny Deep Purple. Říká se, že Joni Mitchell byl tak ohromen předělávkou This Flight Tonight a zároveň si zamiloval tuto verzi, že údajně prohlásil tuto píseň za píseň Nazareth.

## Seznam skladeb
| Pořadí         | Název                      | Autor                              | Délka |
| -------------- | -------------------------- | ---------------------------------- | ----- |
| 1.             | Go Down Fighting           | Agnew, Charlton, McCafferty, Sweet | 3:07  |
| 2.             | Not Faking It              | Agnew, Charlton, McCafferty, Sweet | 4:01  |
| 3.             | Turn On Your Receiver      | Agnew, Charlton, McCafferty, Sweet | 3:19  |
| 4.             | Teenage Nervous Breakdown  | George                             | 3:43  |
| 5.             | Free Wheeler               | Agnew, Charlton, McCafferty, Sweet | 5:31  |
| 6.             | This Flight Tonight        | Mitchell                           | 3:24  |
| 7.             | Child in the Sun           | Agnew, Charlton, McCafferty, Sweet | 4:51  |
| 8.             | The Ballad of Hollis Brown | Dylan                              | 9:11  |
| Celková délka: | Celková délka:             | Celková délka:                     | 32:55 |

## Sestava
- Dan McCafferty – zpěv
- Darrell Sweet – bicí, perkuse, doprovodný zpěv
- Pete Agnew – baskytara, doprovodný zpěv
- Manny Charlton – sólová, slide a akustická kytara, doprovodný zpěv
- Roger Glover – baskytara, perkuse